# Jimmy Salem
Jimmy Salem (in arabo جيمي سالم‎?; Beirut, 25 febbraio 1995) è un cestista libanese.

## Carriera
Jimmy Salem è cresciuto nel settore giovanile del Al-Riyadi Beirut. Nella stagione 2012-2013 della Lebanese Basketball League ha fatto il suo esordio da professionista con la maglia del Byblos Club. Dopo aver trascorso le sue prime stagioni con la maglia della squadra con cui ha esordito, nella stagione 2014-2015 gioca per l'Homenetmen.
Dal 2015 al 2018 Salem ha poi giocato per tre stagioni con la maglia del Louaize Club, squadra che militava sempre nella Lebanese Basketball League.
Per la stagione 2018-2019 passa poi all'Al Moutahed Tripoli, per poi passare nel maggio del 2019 all'Anibal Zahle, con la squadra gioca le prime tre partite della Lebanese Basketball League 2019-2020, prima che il campionato venisse sospeso a causa della pandemia da COVID-19.
Il 4 settembre 2020, venne annunciata la sua firma su un contratto di due anni con il Dynamo Club, squadra con cui conquista la promozione in Lebanese Basketball League al termine della stagione 2020-2021..
Al termine del contratto, lascia il Dynamo Club, e gioca con la maglia del Champville SC per la stagione 2022-2023 della LBL; con la maglia dei Maristes  gioca 26 partite in stagione mettendo a referto 18.3 punti, 6.5 rimbalzi, 4.5 assist e 1.6 palle rubate a partita, prestazioni che gli valsero la nomina di Most Improved Player of the Year al termine della stagione.
Il 21 giugno 2023, dopo circa dieci anni, ha fatto il suo ritorno all'Homenetmen. Ma dopo una sola stagione, in cui colleziona appena 7.7 punti di media in 22 presenze, nel maggio 2024 viene annunciato il suo ritorno al Champville SC in vista della stagione 2024-2025
Jimmy Salem è stato varie occasioni convocato dalla nazionale del Libano; ha fatto parte della squadra che ha conquistato la vittoria per il Libano nella Coppa delle Nazioni Arabe 2022, conquistando la finale contro la Tunisia con il punteggio di 72-69

## Palmarès

### Nazionale
- Arab Basketball Championship: 
 Dubai 2022